# أنديرس سودربرغ
أنديرس سودربرغ (بالسويدية: Anders Söderberg)‏ هو لاعب هوكي الجليد سويدي، ولد في 7 أكتوبر 1975 في أورنشولدسفيك في السويد.

## وصلات خارجية
- أنديرس سودربرغ على موقع دوري الهوكي الوطني (الإنجليزية)
- أنديرس سودربرغ على موقع EliteProspects.com (الإنجليزية)
- أنديرس سودربرغ على موقع Eurohockey.com (الإنجليزية)
- أنديرس سودربرغ على موقع HockeyDB.com (الإنجليزية)